# Alacaluf (jezična porodica)
Alacalufan, jezična porodica američkih Indijanaca iz južnog Čilea koja obuhvaća jezike plemena Alacaluf, po kojima je dobila ime, i još nekoliko manjih grupa, to su: Calen (Cálenches, Calenes, Caleuches), Pecheré ili Pecherais, Huemul (ogranak Pešera), Hekaine, Aksanas (?), Yekinauer (Requinagüeres), Tayataf, Keyes, Caucahues, Adwipliin, Pärri, Enoo, Lecheyeles, Huagheseneches. -Jedini preživjeli jezik je Alacaluf, koji po Oscar Aguileru, ima tek 20 govornika (1996) u području Mageljanovog tjesnaca (Estrecho de Magallanes), od toga 10 u Puerto Edenu. Dijalekt aksanas kojim govori grupa u Puerto Edenu ima 10 govornika 
Danas se srodnost ove porodice hoće dovesti u vezu s jezicima nekih indijanskih grupa u području Bolivije. 

## Jezici
Porodica obuhvaća dva priznata jezika iz Čilea: kakauhua [kbf], nestao; qawasqar [alc], 12 (2006)

## Vanjske poveznice
- Ethnologue (14th)
- Ethnologue (15th)
- Tree for Alacalufan  Arhivirana inačica izvorne stranice od 24. listopada 2008. (Wayback Machine)
- Rama Meridional - Lengua Qawaskar
- Dialectología qawasqar  Arhivirana inačica izvorne stranice od 9. listopada 2010. (Wayback Machine)